# Înălțime (geometrie)

Înălţimile unui triunghi sunt concurente (în ortocentru)

Înălțimea într-un triunghi reprezintă segmentul determinat de un vârf al triunghiului și piciorul perpendicularei din acel vârf pe dreapta ce conține latura opusă vârfului.

## Proprietăți ale înălțimilor poligonale

### Concurența înălțimilor unui triunghi

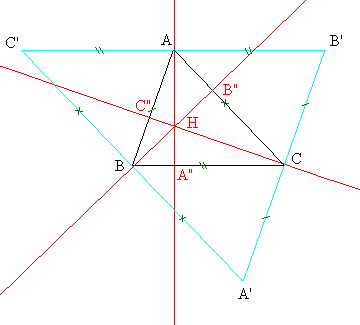

Cele trei înălțimi ale unui triunghi sunt concurente. Punctul lor de intersecție, H, se numește ortocentru. Triunghiul având ca vârfuri picioarele înălțimilor se numește triunghi ortic.
Demonstrație. Fie triunghiul ABC și A”, B”, C” - picioarele perpendicularelor vârfurilor pe laturile opuse.

Prin vârfurile triunghiului ABC ducem paralele la laturile opuse, care se intersectează în punctele A', B', C' ca în figura alăturată. Prin construcție, ABCB' și BCAC' sunt paralelograme, deci {\displaystyle |BC|=|AC'|=|AB'|}. Pentru că {\displaystyle BC||B'C'} și {\displaystyle AA''\perp BC}, rezultă că {\displaystyle AA''\perp B'C'}. Deci AA' este mediatoarea segmentului B'C'. Analog, BB” și CC” sunt mediatoarele segmentelor A'C' respectiv A'B'. Prin urmare, conform concurenței mediatoarelor unui triunghi, rezultă că și înălțimile triunghiului ABC sunt concurente. 

### Punct interior unui triunghi
Dacă p1, p2 și p3 sunt distanțele de la orice punct interior P la laturi, iar h1, h2, și h3 înălțimile pe respectivele laturi, atunci  este valabilă egalitatea:
{\displaystyle {\frac {p_{1}}{h_{1}}}+{\frac {p_{2}}{h_{2}}}+{\frac {p_{3}}{h_{3}}}=1.}

### Poligoane
În poligoane înălțimea poate ajuta la determinarea ariei acestui poligon: 
- la triunghi:  {\displaystyle S={\frac {h*a}{2}}}, a este latura pe care cade înălțimea;
- la triunghiul dreptunghic:  catetele sunt înălțimi, deci {\displaystyle S={\frac {c1*c2}{2}}} sau {\displaystyle S={\frac {h*ip}{2}}};

- într-un triunghi dreptunghic, este egală cu produsul proiecțiilor sale pe ipotenuza sau cu produsul catetelor împărțit la ipotenuză;

- la trapez: {\displaystyle S={\frac {h*(b+B)}{2}}}, b și B fiind cele două baze ale trapezului;
- la paralelogram: {\displaystyle S=h*l}, l este latura pe care cade înălțimea.

### Corpuri tridimensionale

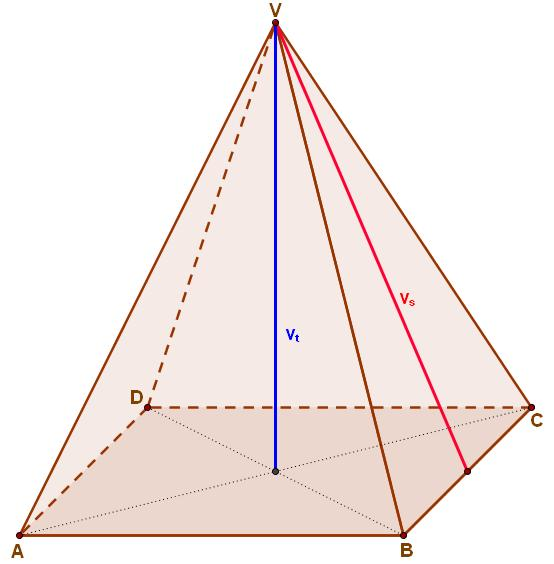
Înălțimea unei piramide este segmentul coborât din vârf perpendicular pe planul bazei

Înălțimea se poate trasa și la corpurile geometrice din spațiul tridimensional, de exemplu piramide și conuri. Pentru calcularea lungimii înălțimilor se încadrează înălțimile în triunghiuri dreptunghice și se utilizează teorema lui Pitagora.

## Lungimea unei înălțimi a unui triunghi
Lungimea unei înălțimi a unui triunghi se poate obține folosind teorema lui Pitagora în funcție de lungimile laturilor și semiperimetru
.

Triunghi în care înălțimea h segmentează baza c în d + (c − d)

Într-un triunghi se formează triunghiuri dreptunghice prin trasarea unei înălțimi și se poate scrie egalitatea {\displaystyle b^{2}=h^{2}+d^{2}} și {\displaystyle a^{2}=h^{2}+(c-d)^{2}} după figura din dreapta. Prin scădere rezultă {\displaystyle a^{2}-b^{2}=c^{2}-2cd.} Această egalitate permite exprimarea lui {\displaystyle d} in funcție de lungimea laturilor triunghiului :
{\displaystyle d={\frac {-a^{2}+b^{2}+c^{2}}{2c}}.}
Înălțimea triunghiului este {\displaystyle h^{2}=b^{2}-d^{2}.} Substituind {\displaystyle d} cu expresia de mai sus și utilizând identitatea diferenței de pătrate se obține 
{\displaystyle {\begin{aligned}h^{2}&=b^{2}-\left({\frac {-a^{2}+b^{2}+c^{2}}{2c}}\right)^{2}\\&={\frac {(2bc-a^{2}+b^{2}+c^{2})(2bc+a^{2}-b^{2}-c^{2})}{4c^{2}}}\\&={\frac {{\big (}(b+c)^{2}-a^{2}{\big )}{\big (}a^{2}-(b-c)^{2}{\big )}}{4c^{2}}}\\&={\frac {(b+c-a)(b+c+a)(a+b-c)(a-b+c)}{4c^{2}}}\\&={\frac {2(s-a)\cdot 2s\cdot 2(s-c)\cdot 2(s-b)}{4c^{2}}}\\&={\frac {4s(s-a)(s-b)(s-c)}{c^{2}}}.\end{aligned}}}